# وست پورتسموت (اوهایو)
وست پورتسموت (به انگلیسی: West Portsmouth) یک منطقهٔ مسکونی در ایالات متحده آمریکا است که در شهرستان سیوتو، اوهایو واقع شده‌است. وست پورتسموت ۱۲٫۳ کیلومتر مربع مساحت و ۳٬۱۴۹ نفر جمعیت دارد و ۱۸۸ متر بالاتر از سطح دریا واقع شده‌است.